# One Montgomery Tower
One Montgomery Tower (también conocida como Montgomery Tower y anteriormente Pacific Telesis Tower), parte del complejo Post Montgomery Center, es un rascacielos de oficinas ubicado en la esquina noreste de las calles Post y Kearny en el Distrito Financiero de la ciudad de San Francisco, en el estado de California (Estados Unidos). La torre de 150 metros y 38 pisos se completó en 1982 y está conectada al centro comercial Crocker Galleria. Alberga alrededor de 2.500 trabajadores de oficina (a partir de 2019).
A pesar de la marca "One Montgomery", la entrada principal del edificio está en 120 Kearny Street, en lugar de en Montgomery Street. Las columnas de acero estructural del edificio están cubiertas por una fachada que consta de granito rojo y ventanas cuadradas de vidrio templado con marcos de aluminio, con pequeños cuadrados que marcan las intersecciones de cada bloque de cuatro ventanas (excepto los dos primeros pisos, que usan granito negro y acero).
La construcción de la torre y Crocker Galleria en 1982 también implicó el derribo de los diez pisos superiores del edificio adyacente Crocker Bank en 1 Montgomery Street, y su nuevo techo se convirtió en un espacio abierto público de propiedad privada (POPOS).
En abril de 2023, el edificio recibió una falsa amenaza de bomba que hizo que se emitiera temporalmente la orden de refugio en el lugar, incluyendo las zonas circundantes.